# Nemeshany
Nemeshany [nemešhaň] je obec v Maďarsku v župě Veszprém, spadající pod okres Sümeg. Nachází se asi 12 km severovýchodně od Sümegu. V roce 2015 zde žilo 395 obyvatel. Dle údajů z roku 2011 tvoří 80,5 % obyvatelstva Maďaři, 0,8 % Rumuni a 0,5 % Romové, přičemž 19,5 % obyvatel se ke své národnosti nevyjádřilo.

## Sousední obce
| Růžice kompasu |            | Somlóvásárhely |          | Růžice kompasu |
| Růžice kompasu | Bodorfa    | Sever          | Devecser | Růžice kompasu |
| Růžice kompasu | Bodorfa    | Nemeshany      | Devecser | Růžice kompasu |
| Růžice kompasu | Bodorfa    | Jih            | Devecser | Růžice kompasu |
| Růžice kompasu | Káptalanfa |                |          | Růžice kompasu |